# Parydra parva
Parydra parva är en tvåvingeart som beskrevs av Cresson 1949. Parydra parva ingår i släktet Parydra och familjen vattenflugor.
Artens utbredningsområde är District of Columbia. Inga underarter finns listade i Catalogue of Life.